# Cukubai
Cukubai (蹲踞 ali 蹲) je na Japonskem umivalno korito pri vhodu na sveti kraj, da se lahko obiskovalci očistijo z umivanjem rok ali izpiranjem ust. Tovrstno obredno očiščenje je običajno pred japonsko čajno ceremonijo ali ob obisku budističnega templja. Ime izhaja iz glagola cukubau, kar pomeni "počepniti" ali "skloniti se" in velja za dejanje ponižnosti. Gostje pred vstopom v čajnico počepnejo pred cukubai na čajnem vrtu in si umijejo roke.
Cukubaii so navadno kamniti, priložena pa jim je tudi manjša zajemalka za polivanje rok. Voda priteka po cevi iz bambusa, imenovani kakej.
Znani cukubai na sliki stoji pri templju Rjoan-dži v Kjotu. Doniral ga je fevdalni gospod Micukuni Tokugava. Kandžiji na površini korita sami po sebi ne pomenijo ničesar, če pa jih beremo skupaj z radikalom 口 ("kuči", usta), ki ga predstavlja osrednja vdolbina, dobimo pismenke 吾, 唯, 足 in 知, ki se berejo kot "poznam samo obilje" (吾 = vare = jaz, 唯 = tada = samo, 足 = taru = obilje, 知 = širu = poznati). Pomen tega izraza se prevaja kot "kar imaš, je vse, kar potrebuješ" ali "nauči se samo tega, da boš zadovoljen" in odraža osnovno antimaterialistični nauk budizma.